# Henning Munk Jensen
Ne doit pas être confondu avec Henning Jensen.
Pour les articles homonymes, voir Jensen.
Henning Munk Jensen, né le 12 janvier 1947 et mort le 17 novembre 2023, est un footballeur danois des années 1960-1970.

## Biographie
Joueur du PSV Eindhoven et d'Ålborg, Jensen est sélectionné 62 fois (24 en tant que capitaine) en équipe du Danemark, entre 1966 et 1978.